# Нуркенский сельский округ
Нуркенский сельский округ (каз. Нұркен ауылдық округі, до 20 марта 1974 г. Жамшинский сельсовет) — административная единица в составе Актогайского района Карагандинской области Казахстана. Административный центр — село Нуркен.
Население — 820 человек (2009; 1252 в 1999, 1453 в 1989).

## История
По состоянию на 1989 год существовал Нуркенский сельский совет (села Аксенгир, Бирлестик, Имек, Калинино, Нуркен).
В 1963 году назывался Жамшинский сельсовет и был в составе Коунрадского района.

## Состав
В состав округа входят следующие населённые пункты:
| Населённый пункт | Населения, человек (1989) | Населения, человек (1999) | Населения, человек (2009) |
| ---------------- | ------------------------- | ------------------------- | ------------------------- |
| Аксенгир, село   | 143                       | 69                        | 106                       |
| Жалантас, село   | 221                       | 148                       | 70                        |
| Жидебай, село    | 160                       | 65                        | 37                        |
| Каратал, село    | 293                       | 174                       | 120                       |
| Нуркен, село     | 636                       | 796                       | 414                       |